# ريان آدامز
ريان آدامز (بالإنجليزية: Ryan Adams) (و. 1974 – م) هو مغني، ومغن مؤلف، وعازف قيثارة، وموسيقي، وكاتب غنائي، من الولايات المتحدة الأمريكية، ولد في جاكسونفيل، كارولاينا الشمالية.

## وصلات خارجية
- ريان آدامز على موقع IMDb (الإنجليزية)
- ريان آدامز على موقع ميوزك برينز (الإنجليزية)
- ريان آدامز على موقع رولينغ ستون (الإنجليزية)
- ريان آدامز على موقع إن إن دي بي (الإنجليزية)
- ريان آدامز على موقع أول ميوزيك (الإنجليزية)
- ريان آدامز على موقع ديسكوغز (الإنجليزية)
- ريان آدامز على موقع قاعدة بيانات الفيلم (الإنجليزية)